# Eeva Jääskeläinen
Eeva Jääskeläinen (* 29. November 1957) ist eine ehemalige finnische Fußballspielerin.

## Karriere

### Verein
Jääskeläinen spielte im Seniorinnenbereich unter anderem für den in Kuopio in der Region Savo ansässigen Koparit Kuopio – wie der im Jahr 1931 gegründete Verein Kuopion Pallo Toverit seit dem Jahr 1982 heißt – in der Suomen mestaruussarja (SM-sarja), der unter diesem Namen seinerzeit höchsten Spielklasse im finnischen Frauenfußball.

### Nationalmannschaft
Jääskeläinen bestritt in fünf Jahren 19 Länderspiele für den SPL, davon elf bei den vier Teilnahmen ihrer Nationalmannschaft am Turnier um die Nordische Meisterschaft. Im Turnier 1979 wurde sie in allen drei Spielen eingesetzt und debütierte am 5. Juli in Fredrikstad beim 1:0-Sieg über die Nationalmannschaft Norwegens. Am 19. und 21. Juli desselben Jahres kam sie bei der Teilnahme ihrer Mannschaft an der in Italien ausgetragenen inoffiziellen Europameisterschaft bei der 1:3-Niederlage gegen die Nationalmannschaft Englands in Neapel und beim 1:1-Unentschieden gegen die Schweizer Nationalmannschaft in Scafati zum Einsatz. Im Spieljahr 1980 kam sie lediglich in drei Spielen des Turniers um die Nordische Meisterschaft zum Einsatz. Im Spieljahr 1981 bestritt sie ihr erstes Länderspiel am 27. Mai in Iisalmi; die in Freundschaft ausgetragene Begegnung mit der Schweizer Nationalmannschaft wurde mit 2:1 gewonnen. An drei aufeinander folgenden Tagen im Juli wurde sie erneut in allen drei Spielen im Turnier um die Nordische Meisterschaft berücksichtigt. Im letzten Spiel, beim 3:2-Sieg über die Nationalmannschaft Norwegens am 19. Juli in Helsinki, erzielte sie mit dem Treffer zum 3:0 in der 23. Minute ihr einziges Länderspieltor, dem das 2:0 durch ein Eigentor der norwegischen Spielerin Mariann Mortensen vorausgegangen war, dass den Sieg begünstigte. Im Turnier 1982 kam sie im zweiten und dritten Spiel zum Einsatz, wie auch das erste Mal in einem Spiel der EM-Qualifikationsgruppe 1; das erste Spiel in dieser Gruppe wurde deutlich mit 0:6 gegen die Nationalmannschaft Schwedens am 18. August in Vammala verloren. Im Spieljahr 1983 kam sie auch im dritten, fünften und sechsten Gruppenspiel zum Einsatz, denen am 11. Mai ein in St. Gallen mit 2:1 gewonnenen Freundschaftsspiel gegen die Schweizer Nationalmannschaft vorausgegangen war.

## Erfolge
- Zweiter Nordische Meisterschaft 1981